# 走り坊主
走り坊さん（はしりぼんさん）1872年12月20日（明治5年11月20日） - 1918年（大正7年）11月20日）は、明治・大正時代の京都市中を阿弥陀如来の使いとして一日中走るという奇行で知られた僧である。本名は新田 常治（にった つねじ）、法名を旗 玄教（はた げんきょう）というが、「走り坊主の常さん」の通称で親しまれた。
師僧は大蓮寺18世芳井教岸大僧正で、旗姓は同師の旧姓。

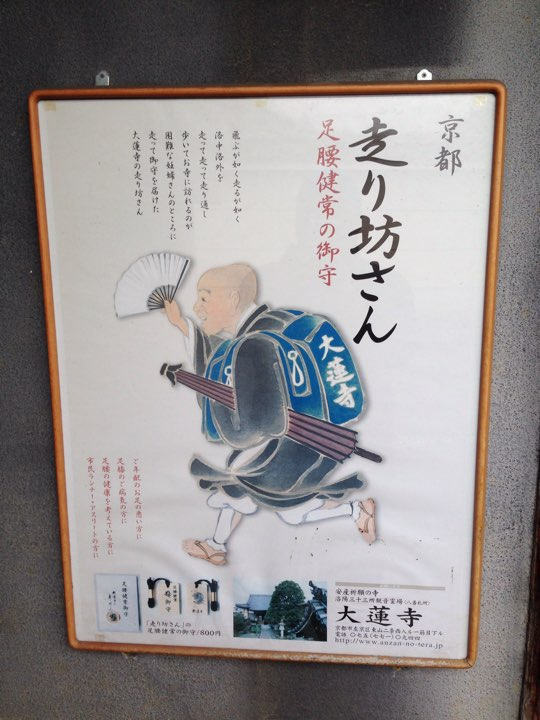
大蓮寺門前にある走り坊主の看板。足腰健常のお守りにもなっている

## 生涯
出身地は、和泉国泉南郡清児村（現・大阪府貝塚市清児）。18歳で京都の大蓮寺に弟子入りする。当時の大蓮寺は、京都市下京区佛具屋町五条通下るの地に在ったが、第二次大戦中の五条通拡幅に伴い、左京区岡崎の地に移転している。
寺に入った頃の玄教は、子ども料金で汽車に乗れる程の小身で、しかも病弱であったという。彼が転機を迎えたのは、寺の本堂や観音堂の再建のための勧進に市中を走るようになったこととされる。以降、毎日、雨が降っても風が吹いても、一日も欠かすことなく、朝の勤行が終わると托鉢に出て、法衣を着て、汚れた頭陀袋を振り分けて担いだ姿で、市中を寺のお札を配りながら走り回った。常に貧民街に出入りし、その私財を抛って顧みることなく、富裕な檀信徒から布施を受けることがあったとしても、帰りに貧しい人々に施したためその頭陀袋の中は常に空であったという。ゆえに、いつとなく「今一休」と呼ばれるようになった。
また、毎月1回は、未明に寺を出立して比叡山に登り、横川、鞍馬山を経て、薄暮には帰るということを習慣としており、理由は「市内数千軒の得意先きの商売繁昌家内安全火難除け等を祈願する為」と話していた。その健脚ぶりに見習うために、新米の配達員が教えを乞いに訪れたという逸話もある。
その生活は、大飯食らいで大酒飲みで、一日に米1升、酒1升、餅1升を飲み食いしていたといい、正月の雑煮の餅は50くらいは訳もなかったと伝えられる。彼が三度の食事に使った朱塗りの大椀が没後も残されていた。ただ、女性には全く興味がなく、しかも恥ずかしがり屋のため、言い寄る女性があっても、信徒のお布施とお斎を済ませれば、「はい、さようなら」と一目散にまた走り出したという。酒には目がなく、酔っ払って走り、電柱に鼻柱をぶつけたり、交番に連れて行かれたこともあったが、「走り坊主」であることが判明すると、難なく放免されたという。
1918年（大正7年）11月20日、日本中を席捲したスペインかぜによって亡くなった。感冒によって病に臥した後も、飲酒をやめることなく飲み通した。このため死期を早め亡くなったという。

## 評価
2009年（平成21年）『京都!ちゃちゃちゃっ』で、そのエピソードと藤野正観画「走り坊さん」像（大蓮寺所蔵）が紹介される。

## 関連書籍
『京の走り坊さん』という、実在の走り坊さんの事績を元にして翻案した絵本（著・東義久、絵・無以虚風）が、クレオから出版されている（ISBN 4906371795）。